# Тајпеј
Тајпеј (кин: 臺北市 / 台北市) дефакто је главни град Републике Кине, на острву Тајван. Смештен у Северном Тајвану, град Тајпеј је енклава општине Нови Тајпеј, која се налази око 25 km (16 mi) југозападно од северног лучког града Килунга. Већина града почива на басену Тајпеја, древном дну језера. Слив је омеђен релативно уским долинама река Килунг и Ксиндјан, које се спајају и формирају реку Тамсуј дуж западне границе града.
Град Тајпеј је дом за процењену популацију од 2.646.204 (2019), чинећи језгро метрополитанског подручја Тајпеј-Килунг, које укључује оближње градове Нови Тајпеј и Килунг са популацијом од 7.047.559, четрдесете најнасељеније урбане области на свету—отприлике једна трећина грађана Тајвана живи у метро округу. Назив „Тајпеј” може се односити или на целу градску област или само на сам град.

## Географија
Тајпеј се налази на североисточном Тајвану, 30 km од обале Тихог океана. На југу града је река Шиндјен, а на западу Даншуи. Изнад града је вулканска планина Ћишинг висока 1.120 m.
Популарни надимак Тајпеја је „град азалеја“.

### Клима
Средња годишња температура је 23,6 °C, са летњим просеком од 29,4 °C, и зимским просеком од 14,9 °C.
| Клима Тајпеја (нормале 1991–2020, екстреми 1896–садашњост) | Клима Тајпеја (нормале 1991–2020, екстреми 1896–садашњост) | Клима Тајпеја (нормале 1991–2020, екстреми 1896–садашњост) | Клима Тајпеја (нормале 1991–2020, екстреми 1896–садашњост) | Клима Тајпеја (нормале 1991–2020, екстреми 1896–садашњост) | Клима Тајпеја (нормале 1991–2020, екстреми 1896–садашњост) | Клима Тајпеја (нормале 1991–2020, екстреми 1896–садашњост) | Клима Тајпеја (нормале 1991–2020, екстреми 1896–садашњост) | Клима Тајпеја (нормале 1991–2020, екстреми 1896–садашњост) | Клима Тајпеја (нормале 1991–2020, екстреми 1896–садашњост) | Клима Тајпеја (нормале 1991–2020, екстреми 1896–садашњост) | Клима Тајпеја (нормале 1991–2020, екстреми 1896–садашњост) | Клима Тајпеја (нормале 1991–2020, екстреми 1896–садашњост) | Клима Тајпеја (нормале 1991–2020, екстреми 1896–садашњост) |
| Показатељ \ Месец                                          | .Јан.                                                      | .Феб.                                                      | .Мар.                                                      | .Апр.                                                      | .Мај.                                                      | .Јун.                                                      | .Јул.                                                      | .Авг.                                                      | .Сеп.                                                      | .Окт.                                                      | .Нов.                                                      | .Дец.                                                      | .Год.                                                      |
| ---------------------------------------------------------- | ---------------------------------------------------------- | ---------------------------------------------------------- | ---------------------------------------------------------- | ---------------------------------------------------------- | ---------------------------------------------------------- | ---------------------------------------------------------- | ---------------------------------------------------------- | ---------------------------------------------------------- | ---------------------------------------------------------- | ---------------------------------------------------------- | ---------------------------------------------------------- | ---------------------------------------------------------- | ---------------------------------------------------------- |
| Апсолутни максимум, °C (°F)                                | 33,8 (92,8)                                                | 31,8 (89,2)                                                | 35,0 (95)                                                  | 36,2 (97,2)                                                | 38,2 (100,8)                                               | 38,9 (102)                                                 | 39,7 (103,5)                                               | 39,3 (102,7)                                               | 38,6 (101,5)                                               | 36,8 (98,2)                                                | 34,3 (93,7)                                                | 31,5 (88,7)                                                | 39,7 (103,5)                                               |
| Максимум, °C (°F)                                          | 19,6 (67,3)                                                | 20,7 (69,3)                                                | 22,9 (73,2)                                                | 26,7 (80,1)                                                | 30,1 (86,2)                                                | 32,9 (91,2)                                                | 35,0 (95)                                                  | 34,4 (93,9)                                                | 31,6 (88,9)                                                | 27,8 (82)                                                  | 24,9 (76,8)                                                | 21,1 (70)                                                  | 27,3 (81,1)                                                |
| Просек, °C (°F)                                            | 16,6 (61,9)                                                | 17,2 (63)                                                  | 19,0 (66,2)                                                | 22,5 (72,5)                                                | 25,8 (78,4)                                                | 28,3 (82,9)                                                | 30,1 (86,2)                                                | 29,7 (85,5)                                                | 27,8 (82)                                                  | 24,7 (76,5)                                                | 22,0 (71,6)                                                | 18,2 (64,8)                                                | 23,49 (74,29)                                              |
| Минимум, °C (°F)                                           | 14,4 (57,9)                                                | 14,7 (58,5)                                                | 16,2 (61,2)                                                | 19,4 (66,9)                                                | 22,8 (73)                                                  | 25,3 (77,5)                                                | 26,8 (80,2)                                                | 26,6 (79,9)                                                | 25,2 (77,4)                                                | 22,6 (72,7)                                                | 19,8 (67,6)                                                | 16,1 (61)                                                  | 20,8 (69,4)                                                |
| Апсолутни минимум, °C (°F)                                 | −0,1 (31,8)                                                | −0,2 (31,6)                                                | 1,4 (34,5)                                                 | 4,7 (40,5)                                                 | 10,0 (50)                                                  | 15,6 (60,1)                                                | 19,5 (67,1)                                                | 18,9 (66)                                                  | 13,5 (56,3)                                                | 10,2 (50,4)                                                | 1,1 (34)                                                   | 1,8 (35,2)                                                 | −0,2 (31,6)                                                |
| Количина кише, mm (in)                                     | 93,8 (3,693)                                               | 129,4 (5,094)                                              | 157,8 (6,213)                                              | 151,4 (5,961)                                              | 245,2 (9,654)                                              | 354,6 (13,961)                                             | 214,2 (8,433)                                              | 336,5 (13,248)                                             | 336,8 (13,26)                                              | 162,6 (6,402)                                              | 89,3 (3,516)                                               | 96,9 (3,815)                                               | 2.368,5 (93,25)                                            |
| Дани са кишом (≥ 0.1 mm)                                   | 13,1                                                       | 11,1                                                       | 13,0                                                       | 13,4                                                       | 13,3                                                       | 14,5                                                       | 10,8                                                       | 13,5                                                       | 13,3                                                       | 12,3                                                       | 12,0                                                       | 12,6                                                       | 152,9                                                      |
| Релативна влажност, %                                      | 77,2                                                       | 77,8                                                       | 76,1                                                       | 74,9                                                       | 74,7                                                       | 75,3                                                       | 70,2                                                       | 72,1                                                       | 73,9                                                       | 74,4                                                       | 75,0                                                       | 75,9                                                       | 74,8                                                       |
| Сунчани сати — месечни просек                              | 76,1                                                       | 79,3                                                       | 95,1                                                       | 96,9                                                       | 113,6                                                      | 114,8                                                      | 176,9                                                      | 182,8                                                      | 151,7                                                      | 114,7                                                      | 93,3                                                       | 78,6                                                       | 1.373,8                                                    |
| Извор: Central Weather Bureau                              |                                                            |                                                            |                                                            |                                                            |                                                            |                                                            |                                                            |                                                            |                                                            |                                                            |                                                            |                                                            |                                                            |

## Историја
Подручје данашњег Тајпеја су у прошлости насељавала племена Кетагалан. Хан Кинези су почели да се досељавају 1709. Као последица Првог кинеско-јапанског рата цео Тајван, па и Тајпеј, постали су јапанска територија 1895.
Тајпеј је проглашен за привремену престоницу Републике Кине 7. децембра 1949, пошто је руководство покрета Куоминтанг избегло из континенталне Кине на острво Тајван.
Територија града је 1990. подељена на данашњих 12 дистрикта.

## Привреда
Основне привредне гране у Тајпеју су у доменима електронске индустрије и туризма.

## Саобраћај
Јавни градски превоз у Тајпеју чине подземна железница и аутобуси, док се међуградски јавни превоз одвија железницом и авионом. Интегрални систем наплате је обезбеђен коришћењем паметне картице Easy Card која може да се користи за аутобусе и железницу. Међународни аеродром се налази на подручју суседног града Таојуена 40 километара западно од Тајпеја.

## Становништво
На ужем подручју града је 2015. године живело 2.704.810 становника, док је у метрополитенском подручју било 7.047.559 становника. Аутохтоне етничке групе чине 0,5% становништва, а већину чини становништво из континенталне Кине, Хокло и Хака.

## Партнерски градови
- Хјустон, САД (1961)
- Ломе, Того (1966)
- Манила, Филипини (1966)
- Котону, Бенин (1967)
- Хо Ши Мин, Вијетнам (1968)
- Кезон Сити, Филипини (1968)
- Сеул, Јужна Кореја (1968)
- Сан Франциско, САД (1970)
- Санто Доминго, Доминиканска Република (1970)
- Гвам, САД (1973)
- Кливленд, САД (1975)
- Тегусигалпа, Хондурас (1975)
- Индијанаполис, САД (1978)
- Џеда, Саудијска Арабија (1978)
- Маршал, САД (1978)
- Атланта, САД (1979)
- Лос Анђелес, САД (1979)
- Финикс, САД (1979)
- Оклахома Сити, САД (1981)
- Гоулд Коуст, Аустралија (1982)
- Јоханезбург, Јужна Африка (1982)
- Преторија, Јужна Африка (1983)
- Лилонгве, Малави (1984)
- Сан Хосе, Костарика (1984)
- Версај, Француска (1986)
- Асунсион, Парагвај (1987)
- Панама, Панама (1989)
- Манагва, Никарагва (1992)
- Сан Салвадор, Салвадор (1993)
- Варшава, Пољска (1995)
- Улан Уде, Русија (1996)
- Банџул, Гамбија (1997)
- Бисао, Гвинеја Бисао (1997)
- Бостон, САД (1997)
- Дакар, Сенегал (1997)
- Далас, САД (1997)
- Ла Паз, Боливија (1997)
- Мбабане, Свазиленд (1997)
- Сан Николас де лос Гарза, Мексико (1997)
- Улан Батор, Монголија (1997)
- Гватемала, Гватемала (1998)
- Маџуро, Маршалска Острва (1998)
- Монровија, Либерија (1998)
- Вилњус, Литванија (1998)
- Рига, Летонија (2001)
- Малабон, Филипини (2005)
- Уагадугу, Буркина Фасо (2008)
- Пенанг, Малезија (2009)
- , Тегу, Јужна Кореја (2010)

### Градови партнери
- Енкориџ, САД (1997)

### Пријатељски градови
- Перт, Аустралија (1999)
- Округ Оринџ, САД (2000)